# Nino Bixio
Nino Bixio (AFI: /ˈbiksjo/; in ligure /ˈbiʒu/), all'anagrafe Gerolamo Bixio (Genova, 2 ottobre 1821 – Banda Aceh, 16 dicembre 1873) è stato un militare e politico italiano, tra le più note figure storiche legate al Risorgimento italiano.

## Biografia

### Infanzia e adolescenza
Ottavo e ultimo figlio di Colomba Caffarelli e di Tommaso Bixio, direttore della Zecca di Genova, a nove anni rimase orfano della madre. Il suo carattere particolarmente ribelle e la reciproca insofferenza con la matrigna Maria, della quale il padre era succube, furono tra le principali cause dei difficili rapporti con la famiglia. Espulso più volte dalla scuola, a 13 anni fu imbarcato come mozzo a bordo del brigantino Oreste e Pilade che salpava per le Americhe, dove per la sua giovane età gli venne affibbiato il nomignolo di "Nino", che lo accompagnerà per tutta la vita.
Rimase in mare per tre anni e fece ritorno a Genova nel 1837, ma per lui la porta di casa a Castelletto era sbarrata e fu costretto a vivere tra le vecchie baracche delle povere persone, a volte sfamato da una scodella di minestra passatagli dai fratelli attraverso la finestra. Visto il suo immutato carattere indocile, la matrigna pensò di servirsene per surrogare nel servizio militare in marina il fratello Giuseppe, che aveva buone possibilità di entrare nell'Ordine dei gesuiti, come poi avvenne. Nino si oppose e fu dai genitori denunciato come ribelle all'autorità paterna e fatto arrestare con uno stratagemma.

### La vita di mare
Dopo molte settimane di carcere, nel novembre 1837, si rassegnò ad arruolarsi "volontario" nella marina del Regno di Sardegna, come surrogante del fratello.
Imbarcato sull'avviso a ruote Aquila, fu preso a ben volere dal capitano Millelire, che gli consentì di studiare e formarsi per la carriera nella marina militare sarda. Nel 1841 fu allievo pilota a bordo della nave Gulnara e nel 1844, inaspettatamente, Nino fu congedato, a sua volta surrogato da un altro marinaio che, dichiarandosi suo "volontario surrogante", si arruolò restituendogli la libertà con un anno d'anticipo. L’azione surrogatoria era stata organizzata dal fratello maggiore Alessandro, che in Francia era divenuto un importante funzionario di banca e, non appena avutane la possibilità, era intervenuto in soccorso di Nino.
Tornato a Genova, conobbe la giovane nipote Adelaide Parodi, figlia della sorella maggiore Marina. I due s'innamorarono e vissero un lunghissimo rapporto clandestino, osteggiato dai familiari, prima di convolare a nozze undici anni più tardi.
Durante il servizio nella regia marina sarda, Nino aveva accumulato molte esperienze, navigando su legni di vario tipo, sulle rotte dei vicini mari come dell'oceano Atlantico. Non ebbe quindi difficoltà a trovare un nuovo ingaggio in mare, imbarcandosi come capitano in seconda su un bastimento mercantile diretto in Brasile. Al porto di Rio de Janeiro, però, gli fu comunicato che l'armatore aveva ceduta la nave ad un'altra società che l'avrebbe utilizzata per il trasporto degli schiavi dall'Africa, offrendogli il comando. Bixio rifiutò e scese a terra con tre compagni italiani, ben sapendo che quel diniego, nonostante il nobile motivo, avrebbe troncata sul nascere la sua carriera di capitano mercantile.
Nuovamente a Genova, con gli amici Parodi e Tini fu ingaggiato come secondo nostromo sul bastimento guidato dal capitano quacchero Baxter e diretto nei mari della Malesia per raccogliere un carico di pepe da portare negli Stati Uniti d'America. Un viaggio molto avventuroso per innumerevoli episodi, che cominciarono con l'abbandono della nave di Bixio e dei due compagni a bordo di una scialuppa, per un furibondo litigio con il comandante. La scialuppa naufragò sugli scogli e, nel tentativo di raggiungere a nuoto la terraferma, i tre furono attaccati dagli squali. Parodi fu sbranato, mentre Tini impazzì per lo spavento. Catturati dagli indigeni, Bixio rifiutò di convolare a nozze con la regina di quella popolazione e i due furono ceduti a dei mercanti di schiavi. Fortunatamente furono acquistati dallo stesso capitano Baxter che, dopo averli riscattati, li riprese a bordo, sbarcandoli nel porto di Salem, da dove raggiunsero Anversa, nell'ottobre 1846. Bixio imbarcò l'amico per Genova e, gravemente percorso da febbri, raggiunse il fratello Alessandro a Parigi. I due si incontravano per la prima volta.

### L'incontro con Mazzini
Rimase ospite del fratello nei mesi di convalescenza, durante i quali conobbe Giuseppe Mazzini, che ebbe su Nino una grande influenza politica nell'iniziarlo all'idea di un'Italia unita e repubblicana, conquistandolo alla causa della Giovine Italia, l'associazione mazziniana che auspicava l'unione e l'indipendenza di tutti gli stati d'Italia. Mazzini, esule in Francia, era protetto da Alessandro Bixio, data la grande amicizia che aveva unito le loro madri.
Al suo ritorno nella penisola italiana, Nino Bixio partecipò attivamente ai fervori che precedettero la "Primavera dei popoli". La sera del 4 novembre 1847, durante una manifestazione in piazza Carlo Felice a Torino, fermò il cavallo di Carlo Alberto di Savoia afferrandolo per le briglie e gli disse: «Sire, passate il Ticino e siamo tutti con voi».

### Garibaldi e la Repubblica romana
Nel 1848 partecipò, volontario, alla prima guerra di indipendenza, col grado di sottotenente, combattendo a Governolo, a Verona e a Treviso. I primi di novembre, raggiunse in Romagna Giuseppe Garibaldi.
Poi raggiunse Roma, al seguito di Garibaldi, dove tentò invano di difendere la neonata Repubblica Romana dall'attacco restauratore dei francesi. Condusse a termine varie azioni, dimostrando una determinazione e un'audacia che rasentavano la temerarietà. Il 3 giugno 1849, respingendo l'assalto francese, si distinse guidando personalmente diversi contrattacchi alla baionetta. Per due volte i colpi francesi gli uccisero la cavalcatura e infine fu ferito in modo serio. La sua condotta gli valse una medaglia d'oro decretata dalla Repubblica Romana ed ebbe il personale elogio di Garibaldi, che lo promosse, nella battaglia sulle mura di Roma, al grado di maggiore.
Venne sommariamente curato da Pietro Ripari e Agostino Bertani, riuscendo poi a raggiungere Genova, dove finalmente fu possibile estrarre la pallottola, rimasta conficcata nel fianco sinistro. Contro ogni previsione, venne accolto e amorevolmente curato dalla matrigna.
La sua ultima azione da carbonaro della Giovane Italia fu, nel 1852, il tentativo di rapire l'imperatore Francesco Giuseppe nel corso della sua visita a Venezia e Milano, sventato dalla polizia austriaca. Dopo aver inutilmente atteso la caduta delle monarchie europee teorizzata da Mazzini, nel frattempo riprendendo gli studi nautici e conseguendo la patente di capitano mercantile per la navigazione illimitata, prese le distanze dagli ambienti mazziniani e nel gennaio 1853 riprese l'attività marinara.
Nel 1855, dopo anni di scontri in famiglia e ottenuta la necessaria dispensa papale, riuscì finalmente a sposarsi con la nipote Adelaide, dalla quale ebbe poi i figli Giuseppina, Riccarda, Garibaldi e Camillo.

### L'impresa dei Mille
Nel 1859, durante la seconda guerra di indipendenza fu nuovamente al fianco di Garibaldi nei Cacciatori delle Alpi dove comandò un battaglione col grado di maggiore, combattendo a Malnate nella battaglia di Varese e poi difendendo strenuamente il passo dello Stelvio, tanto da essere insignito della Croce Militare di Savoia.
L'anno successivo fu tra gli organizzatori della Spedizione dei Mille alla conquista del Regno delle Due Sicilie. Grazie alla sua esperienza marinara, Bixio riuscì ad impadronirsi (tramite un furto, in realtà segretamente concordato con il direttore amministrativo della società di navigazione Rubattino Giovanni Battista Fauché) delle navi Piemonte e Lombardo, quest'ultima da lui comandata nel viaggio da Quarto a Marsala.

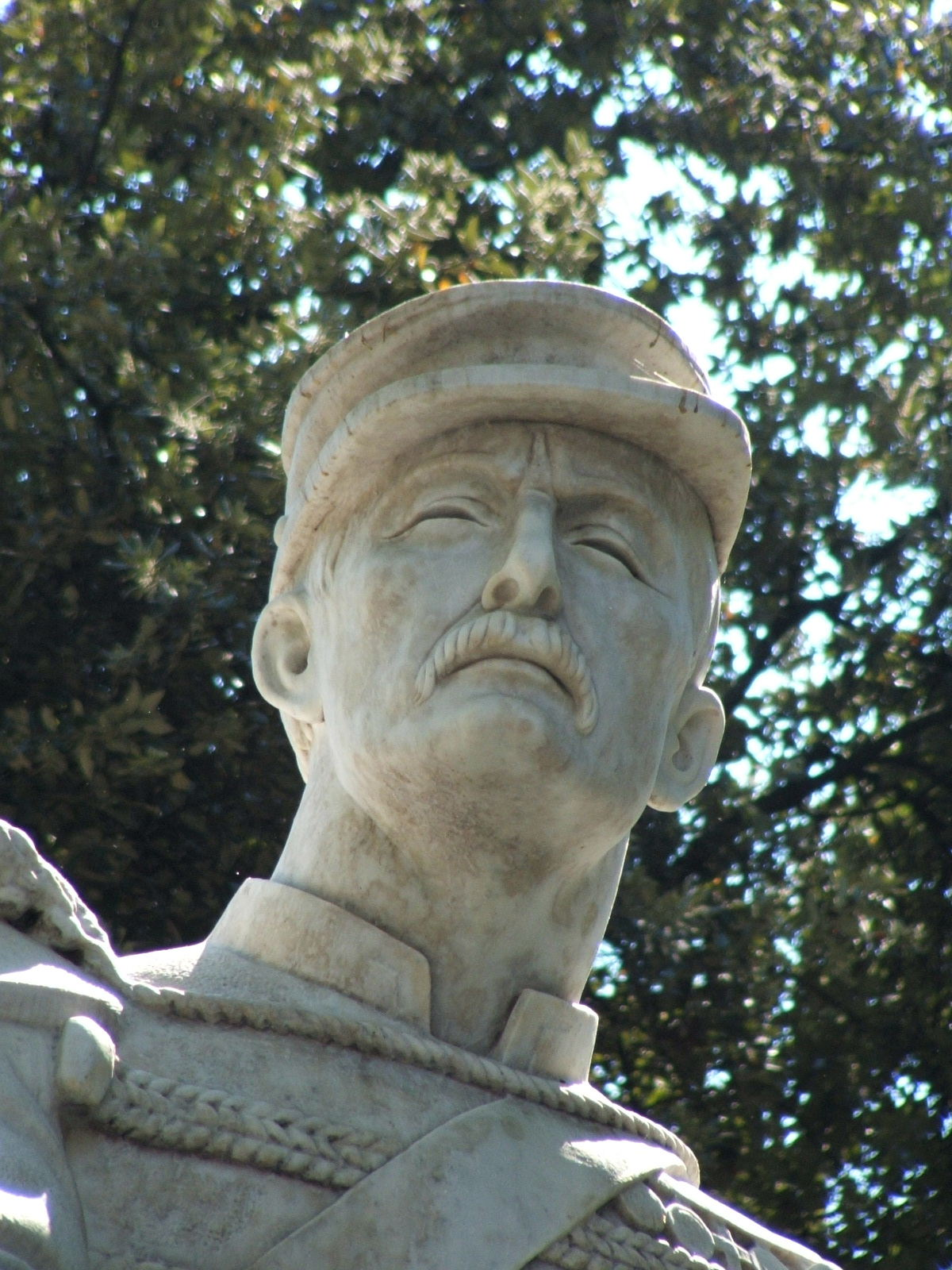
Genova, quartiere di Carignano,
statua a Nino Bixio

Prese parte alla battaglia di Calatafimi, comandando il 1º battaglione, e successivamente all'insurrezione di Palermo, guidando l'assalto al ponte dell'Ammiraglio. Nei combattimenti riportò una ferita alla clavicola causata da una palla vagante. Dopo una breve convalescenza, fu incaricato di guidare la 1ª Brigata della Divisione Turr verso Corleone e Girgenti, trovandosi a espletare incarichi di polizia militare, su disposizioni di Garibaldi, che temeva altri eccidi come quello accaduto a Partinico.
Dopo la battaglia di Calatafimi Bixio si avvide di un abitante locale che infieriva sui cadaveri dei soldati borbonici caduti; gridando "Uccidete l'infame!", Bixio con la sciabola sguainata e spronando il cavallo si slanciò verso il soggetto, che però riuscì a scappare. Questo fatto dimostra come Bixio, pur avendo un carattere duro, sapeva però essere leale e rispettoso verso il nemico sconfitto.
Fu promosso colonnello l'11 giugno.
Intervenne con decisione a Santa Croce Camerina, dove erano stati trucidati i marinai di un bastimento svedese, e a Bronte per fermare la celebre rivolta: erano stati saccheggiati diversi edifici e trucidati sedici uomini. Per ristabilire l'ordine, Garibaldi vi inviò il fidato generale Bixio, che applicò lo stato d'assedio e pesanti sanzioni economiche alla popolazione. Costituito un tribunale di guerra, in poche ore vennero giudicate circa 150 persone e di queste 5 furono condannate all'esecuzione capitale.
Promosso Maggior generale con decreto del 15 agosto 1860, gli venne affidato il comando della 15ª Divisione, con la quale sbarcò a Melito di Porto Salvo e, nella notte del 21 agosto, prese d'assalto la città di Reggio Calabria, conquistandola nella battaglia di Piazza Duomo. Durante i combattimenti il suo cavallo fu abbattuto da 19 pallottole, mentre Bixio se la cavò con una ferita al braccio sinistro.
Il 2 ottobre dello stesso anno 1860 i garibaldini sconfissero definitivamente il grosso delle truppe borboniche nella battaglia del Volturno, in cui il genovese si ruppe una gamba. Poco dopo l'incontro di Teano tra Garibaldi e Vittorio Emanuele, Bixio organizzò i plebisciti che sancirono l'annessione dell'Italia centro-meridionale al Regno di Sardegna. Fu nominato da Garibaldi luogotenente generale, con decreto dittatoriale del 29 ottobre. Finita la campagna, decise di entrare nel Regio esercito italiano.
Nel gennaio 1861 venne eletto deputato nel collegio di Genova II e sedette tra le file della Destra storica.

Bixio aveva un carattere duro e difficile, che creava problemi ai suoi soldati, i quali però ne ammiravano le grandi doti di combattente; di lui Abba scrisse: 
(G. Cesare Abba, Da Quarto al Faro, pagg. 265-266)

### Deputato e la terza guerra d'indipendenza
Il suo grado di generale dell'esercito meridionale, gli venne riconosciuto, il 27 marzo 1862, con anzianità al 1861.
Alle elezioni politiche italiane del 1861 si presentò candidato nel 2º collegio di Genova, risultando eletto deputato del Regno. Fu più volte rieletto. Dedicò la sua attività parlamentare nel promuovere ogni possibile azione per liberare Venezia e Roma. Nella primavera del 1861 tentò invano di mediare e riconciliare le posizioni di Cavour e Garibaldi, soprattutto per quanto concerneva la questione romana: mentre lo statista piemontese (che morì improvvisamente nel giugno 1861) professava una soluzione diplomatica, il nizzardo era disposto a passare all'azione anche in prima persona. Inoltre si prodigò nell'incitare continuamente il governo italiano a intensificare i traffici commerciali con il Medio ed Estremo Oriente, creando basi marittime sul Mar Rosso e in Cina, come già facevano Francia, Gran Bretagna e Stati Uniti d'America.

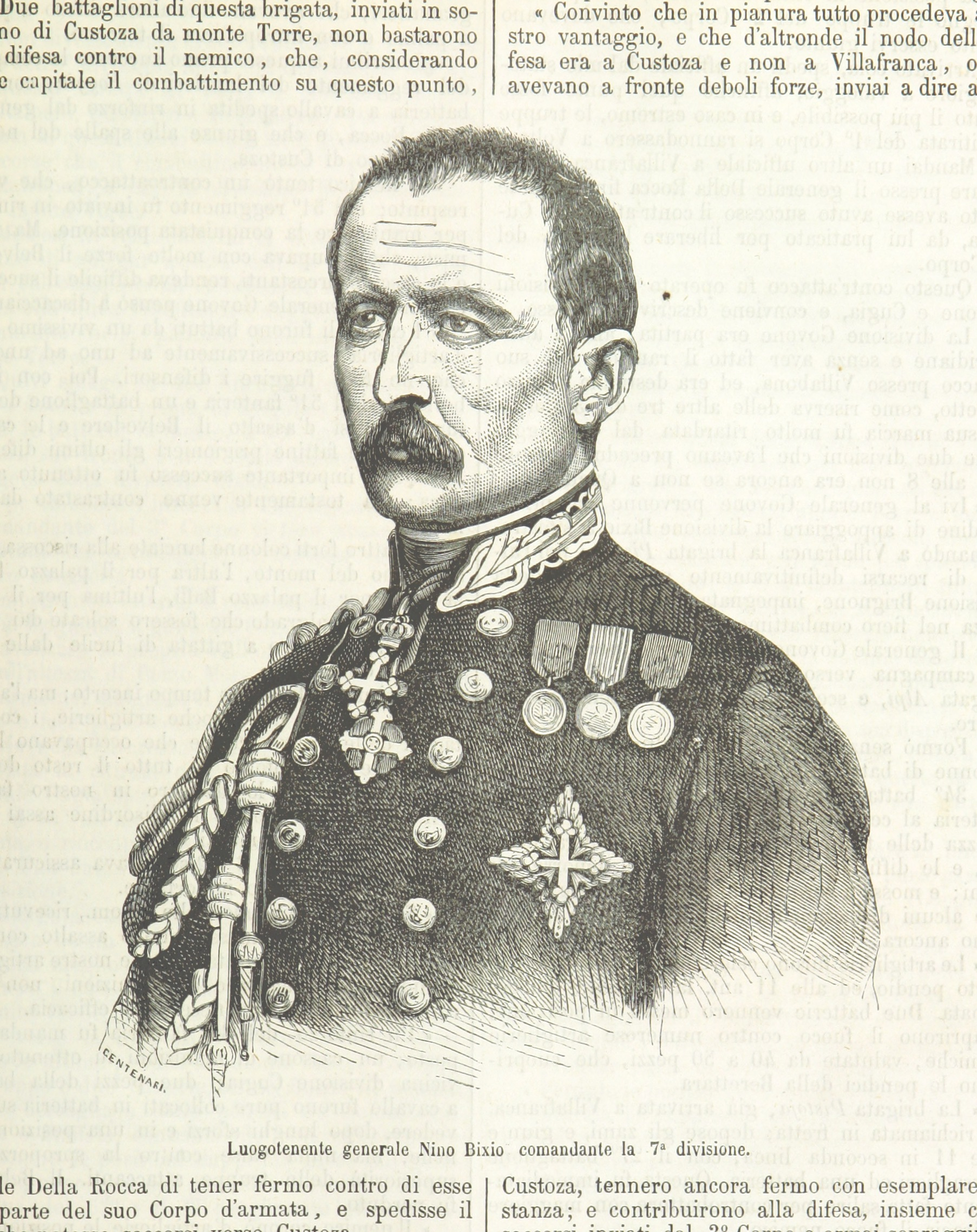
Bixio nel 1866

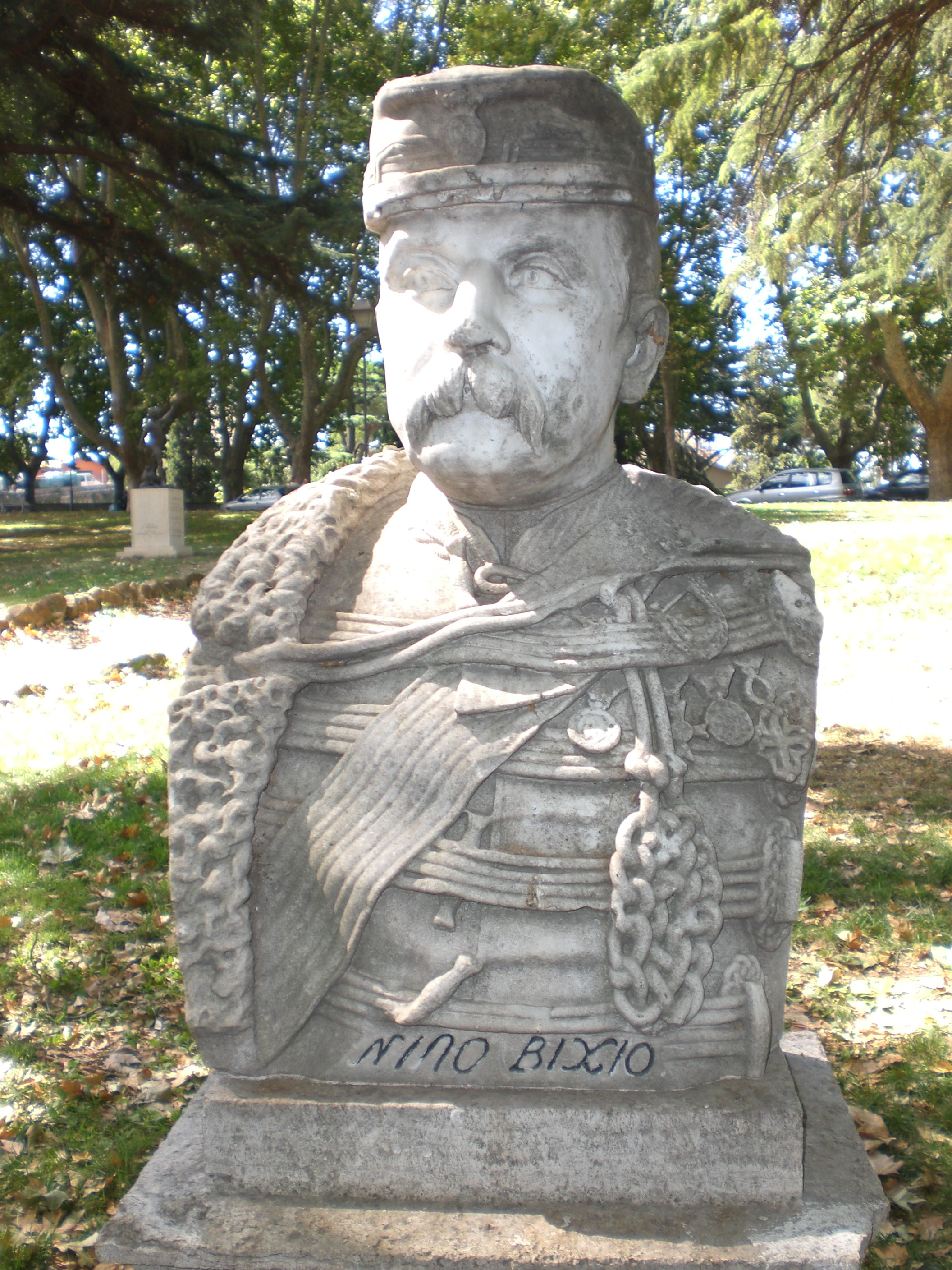
Busto di Nino Bixio al Gianicolo in Roma

Bixio tornò sul campo di battaglia nell'estate 1866 tra le file del Regio esercito come luogotenente generale, comandante della 7ª Divisione alla battaglia di Custoza nel corso della Terza guerra d'indipendenza. Il 3 novembre 1867 nella battaglia di Mentana Bixio fu fatto prigioniero da un battaglione francese, ma riuscì a fuggire e ricevette dal re Vittorio Emanuele II di Savoia una medaglia d'oro al valor militare.
Massone, venne eletto, nel 1867, Primo Sorvegliante della Loggia Valle di Potenza di Macerata e ringraziò i fratelli affermando: "Massone da qualche anno nella Loggia di Genova, desidero che il nostro lavoro sia proficuo all'Italia". Dopo la sua morte quattro Logge furono intestate al suo nome, fra cui una di New York".

### Senatore e la presa di Roma
Nominato senatore del Regno il 6 febbraio del 1870, nello stesso anno partecipò alla Presa di Roma. Nel 1869 era stato incaricato Luogotenente generale comandante della 2ª divisione attiva dell'esercito italiano, con quartier generale a Orvieto, presso la caserma di S. Agostino, ex convento. La sua divisione fu incaricata di espugnare la cittadella fortificata di Civitavecchia, che capitolò dopo pochi scontri, dopo un ultimatum in perfetto "stile Bixio":
(Nino Bixio, ultimatum alla fortezza di Civitavecchia, 15 settembre 1870)
Alle ore 7 del 16 settembre la corazzata Terribile faceva il suo ingresso in porto e alle 10 alcuni battaglioni dell'esercito italiano entravano in città, prendendone possesso. Il 20 settembre con la sua divisione entrò a Roma da porta San Pancrazio.
Nel giugno 1871 fu collocato a riposo dall'esercito.

### La morte
Successivamente Bixio riprese il mare, iniziando con Salvatore Calvino un'impresa di navigazione per il collegamento commerciale dell'Italia con l'Estremo Oriente. Durante una traversata si ammalò di colera e morì il 16 dicembre 1873 sull'isola di Weh (nei pressi di Banda Aceh, isola di Sumatra), dove fu provvisoriamente seppellito in attesa di poter traslare la salma in patria.
La tomba di Bixio venne presto profanata e saccheggiata da tre indigeni, due dei quali vennero contagiati dal colera e ne morirono. Tre anni dopo, grazie alle indicazioni del terzo sopravvissuto, fu possibile rintracciare i resti di Bixio, che vennero cremati a cura del Consolato italiano di Singapore. Le sue ceneri furono portate a Genova nel 1877 e inumate all'interno del Pantheon nel Cimitero di Staglieno.

## Opere
- Riflessioni sulla pratica di navigazione, (con Eugenio Rosellini), Stabilimento Tipografico Nazionale, Genova, 1857
- Epistolario, Ist.per la Storia del Risorgimento Italiano, 1949

## Filmografia
- Bronte: cronaca di un massacro che i libri di storia non hanno raccontato, regia di Florestano Vancini (1972), dove Nino Bixio è interpretato da Mariano Rigillo;
- Mameli - Il ragazzo che sognò l'Italia, regia di Luca Lucini e Ago Panini (2024)[17], nel quale Nino Bixio è interpretato da Amedeo Gullà.